# 春とヒコーキ
春とヒコーキ（はるとヒコーキ）は、タイタンに所属する日本のお笑いコンビ、YouTuber。2017年結成。略称は「春ヒコ」。

## メンバー
土岡 哲朗（つちおか てつろう、1992年〈平成4年〉2月21日 - ）（33歳）
主にツッコミ・ネタ作り担当、立ち位置は向かって左。
- 身長176cm、体重63.7kg。
- 栃木県宇都宮市出身。父は医師。作新学院小学部、作新学院中等部、栃木県立宇都宮高等学校、青山学院大学文学部日本文学科卒業。在学時は落語研究会に所属し、関東落研連合の9代目総長も務めていた。高座名は、「七代目 歌舞家窓馬（かぶやそうば）」。学生落語全国大会「第4回てんしき杯学生落語トーナメント」で準優勝した経験を持つ。吉本興業所属のピン芸人・町ルダさんがサークルの同学年におり、芸人になってからルームシェアもしていた。
- 大学卒業後は就職せず、3年間ニートをしていた。
- 趣味は映画鑑賞、特技は、落語、歯を鳴らして曲を奏でること、卑猥な英語を発音よく話せることなど。
- ぬいぐるみなどを汚されることを嫌い、ぐんぴぃがぬいぐるみを引っ張ったり抱きつこうとするとすぐに引き離そうとする。
- 松屋のうまトマハンバーグが大好物で、ぐんぴぃやスタッフが集まっている場を抜けてでも食べに行くほどである。

ぐんぴぃ（1990年〈平成2年〉3月31日 - ）（35歳）
主にボケ担当、立ち位置は向かって右。
- インターネット上では「バキバキ童貞（バキ童）」の名でも知られる（#エピソードにて後述）。
- 身長176.8cm、体重125kg。
- 本名および旧芸名は、山口 大樹（やまぐち ひろき）。当初は本名で活動していたが、2018年8月に現芸名に改名。ピングーを逆さ読み（業界用語読み）したものが由来であり、辛いことが多すぎて「これはおれの人生じゃない。“ぐんぴぃ”が勝手にやってること」と認識をねじ曲げることが改名のキッカケだったと語っている。
- 福岡県北九州市小倉北区出身。北九州市立日明小学校、明治学園中学校・高等学校、青山学院大学経営学部経営学科卒業。同大学落語研究会での高座名は、「五里家馬七（ごりやばなな）」。
- 趣味は、サンリオ、ラーメン二郎巡り、墓巡り、成人向け漫画を読んでランキング付けすること、など。
- 特技はプレゼン。大学時代、学内で行われたプレゼン大会で2年連続優勝している。
- 芸人として本格的に活動を始めるまではブックオフに店長として勤めていた。「新刊書店が販売を取りやめた成人向け雑誌をレジ横で販売する」などの施策をとり、前年比売上一位を達成している。

## 来歴
土岡が青山学院大学の落語研究会に入会し、サークルの1期先輩だったぐんぴぃと出会う。卒業後、ニートをしていた土岡が、ブックオフコーポレーションで正社員として働いていたぐんぴぃを勧誘してコンビを結成。
公式には2017年4月結成としているが、それ以前のM-1グランプリ2016に「ポピンジ」というコンビ名でアマチュアとして出場経験がある。
タイタンの養成所「タイタンの学校」2期生。2020年5月よりタイタンに預かり所属となり、2021年5月より本所属。
コンビ名は土岡が卒業アルバムから無作為に選択した「ハルヒコ（春彦）」という土岡の幼馴染の名前が由来となっている。
当初、土岡がその幼馴染の名前をぐんぴぃの芸名として使用しようとしていたものの、ぐんぴぃから「会ったこともない人の名前にされるのは意味がわからない」と拒否された。そのため、代わりに略称が「ハルヒコ」となる「春とヒコーキ」をコンビ名に起用する。
ぐんぴぃに幼馴染の名前を名乗らせようとしていたことについて、土岡は「本名を奪われて他人の名前を名乗らされた人間が、自分が誰だかわからなくなって狂うのを間近で見たかったから」と語っている。なお、土岡と幼馴染は成人しても交流があり、後に幼馴染の結婚式にコンビ2人揃って招待されている。
2023年10月放送開始の『研修テレビ!!』（テレビ朝日）で、コンビでの地上波初レギュラー出演を果たす。

## エピソード
- 2020年5月に行われたインタビュー企画の中で、ライバルは誰かと質問された際、土岡は車海老のダンスを挙げ、ぐんぴぃは空気階段、ママタルト、サスペンダーズの3組を挙げた[19]。
- 川崎順平の漫画『童貞絶滅列島』に、両者をモデルにしたキャラクターが登場している[20]。ぐんぴぃがモデルのキャラクターの名前は「馬来波紀（ばきなみのり）」であり、「バキバキ」と読むことができる漢字が当てられている（「バキバキ」の由来については後述）[21]。馬来波紀が登場した後、土岡をモデルとしたキャラクターも登場する[22]。
- とらふぐの漫画『ワタシってサバサバしてるから』のバナー広告にぐんぴぃをモデルにしたキャラクターが登場している[23]。
- 2019年4月、ぐんぴぃがABEMA NEWSの「『性交渉経験率』『収入』に相関関係」というテーマでの性行為未経験者を対象にした街頭インタビュー（インタビュアーは楪望）を受け、自身の性体験を尋ねられ「あ、僕バキバキ童貞ですね。」と回答したものが報道されると、その一連やり取り[24]がSNS上で拡散され、インターネットを中心に「バキバキ童貞（バキ童）」の呼び名が定着。その後、インターネットミーム的な人気を博し、マネージャーにYouTube投稿を勧められ、YouTuberとしても活動を開始[25]。動画のオープニングは、毎回インタビューを切り抜いた、「バキバキ童貞です」のイントロで始まっている。2025年現在、チャンネル登録者数190万人を超えるほどの人気を博している。

## 芸風
コントと漫才両方を行う。奇人役のぐんぴぃに、土岡がまくしたてるツッコミが多い。
かが屋は自身のラジオ番組で土岡のワードセンスを「どういう脳みそしてるのか見てみたい。ずっと悪いこと言ってる」と絶賛している。

## 賞レース等での成績

### キングオブコント
| 年度             | 結果         | 会場                                      | 日程        |
| ---------------- | ------------ | ----------------------------------------- | ----------- |
| 2018年（第11回） | 2回戦進出    | シアターブラッツ                          | 8月4日      |
| 2019年（第12回） | 2回戦進出    | きゅりあん小ホール                        | 8月1日      |
| 2020年（第13回） | 2回戦進出    | 南大塚ホール                              | 7月31日     |
| 2021年（第14回） | 2回戦進出    | 南大塚ホール                              | 7月23日     |
| 2022年（第15回） | 準々決勝進出 | なかのZERO 小ホール                       | 8月17日     |
| 2023年（第16回） | 準々決勝進出 | 渋谷区文化総合センター大和田 さくらホール | 8月15日     |
| 2024年（第17回） | 準決勝進出   | なかのZERO大ホール                        | 9月5日・6日 |

### M-1グランプリ
| 年度             | 結果      | エントリー No. | 会場                        | 日程     | 備考                                                    |
| ---------------- | --------- | -------------- | --------------------------- | -------- | ------------------------------------------------------- |
| 2016年（第12回） | 2回戦進出 | 2416           | 雷5656会館ときわホール      | 10月13日 | アマチュア時代に「ポピンジ」として出場                  |
| 2017年（第13回） | 1回戦欠席 | 1480           | 新宿シアターモリエール      | 9月22日  |                                                         |
| 2018年（第14回） | 1回戦敗退 | 2680           | 新宿シアターモリエール      | 9月24日  |                                                         |
| 2019年（第15回） | 2回戦進出 | 2077           | 雷5656会館ときわホール      | 10月17日 |                                                         |
| 2020年（第16回） | 1回戦敗退 | 2916           | シダックスカルチャーホールA | 9月17日  |                                                         |
| 2021年（第17回） | 2回戦進出 | 3323           | 雷5656会館ときわホール      | 10月15日 |                                                         |
| 2022年（第18回） | 2回戦進出 | 6314           | 雷5656会館ときわホール      | 10月17日 |                                                         |
| 2023年（第19回） | 欠場      |                |                             |          | 土岡のみユニット「歯がゆい季節」として出場（2回戦進出） |
| 2024年（第20回） | 3回戦進出 | 4043           | KANDA SQUARE HALL           | 11月6日  |                                                         |

### その他
- 2018年 THE VERY BEST OF FREE 2018 - 決勝進出[40]
- 2019年 THE VERY BEST OF FIVE 2019 - 優勝[4][41]
- 2021年 歌ネタ王決定戦2021 FINAL - 準決勝進出[42]
- 2022年マイナビ Laughter Night - 12月月間チャンピオン[43]
- 2024年 第45回ABCお笑いグランプリ - 準決勝進出
- 2024年マイナビ Laughter Night - 5月月間チャンピオン[44]
- 2025年5月7日「水曜日のダウンタウン」内 30−1グランプリ - 決勝進出
- 2025年 第46回ABCお笑いグランプリ - 準決勝進出

## 出演

### テレビ
- 青春マイルストーン（スカパー!、2019年7月5日）
- ゴッドタン（テレビ東京、2020年8月2日、8月16日） - 「この若手知ってんのか⁉︎2020」にてとにかくヤバい芸人部門3位（フリップでの出演)
- 前略、西東さん（中京テレビ、2020年9月19日）
- そろそろ にちようチャップリン（テレビ東京、2020年12月19日、2023年12月24日）
- ケンコバのバコバコテレビ（サンテレビ、2021年6月25日） - ぐんぴぃのみ
- 内村のツボる動画（テレビ東京、2022年2月16日） - 土岡のみ
- オンエア決めろ！ー笑武ー（BSJapanext、2022年7月12日）
- EXITのベルギー行ったらモテるやつ (テレビ東京、2022年10月1日、10月8日) - ぐんぴぃのみ
- ぽかぽか（フジテレビ、2023年2月7日、9月6日）
- ネタパレ（フジテレビ、2023年6月23日）
- オールスター感謝祭（TBS、2023年10月14日）
- 有吉の壁（日本テレビ、2024年6月15日、6月19日、8月28日、2025年2月19日）
- 研修テレビ!!（テレビ朝日、2023年10月13日 - 2024年9月27日）[45] - レギュラー番組。
- ケムリ×ニシダ×ぐんぴぃのモテないのなぁぜなぁぜ？（テレビ朝日、2024年9月4日 - 9月27日） - ぐんぴぃのみ[46]
- 水曜日のダウンタウン（TBSテレビ、2024年11月13日、2025年5月7日）
- ハートネットTV（NHK Eテレ、2024年12月24日） - ぐんぴぃのみ[47]
- 所さん!事件ですよ（NHK総合、2025年5月24日） - ぐんぴぃのみ[48]
- CUTIE STREETのちきゅーKAWAII計画（日本テレビ、2025年8月14日） - ぐんぴぃのみ[49]

### テレビドラマ
- 大病院占拠（日本テレビ、2023年1月14日 - 3月18日） - 志摩蓮司 役（ぐんぴぃ）[50][51]
  - 新空港占拠（日本テレビ、2024年1月13日 - 3月16日） - 志摩蓮司 役（ぐんぴぃ）[52]、彦根春馬 役（土岡）[53][注 3]
  - 放送局占拠（日本テレビ、2025年7月12日 - ） - 志摩蓮司 役（ぐんぴぃ）[54][55]
- 婚活1000本ノック 第7話（フジテレビ、2024年2月28日） - 本人役[56]
- 潜入兄妹 特殊詐欺特命捜査官 第1話・第3話（日本テレビ、2024年10月5日・19日） - 志摩蓮司 役（ぐんぴぃ）、彦根春馬 役（土岡）[57][58]
- ノロイヲアゲル（テレビ東京、2025年1月5日 - 3月30日） - 椎名一樹 役（ぐんぴぃ）[59]
- FOGDOG 第1話（読売テレビ、2025年7月22日） - 寒川 役（ぐんぴぃ）[60]

### 映画
- オレオレオブ・ザ・デッド（2024年3月11日） - 主演・ナカヤマ 役（ぐんぴぃ）、山田太郎 役（土岡）[61]
- 怪獣ヤロウ!（2025年1月31日） - 主演・山田一郎 役（ぐんぴぃ）、関市民 役（土岡）[62][63][64]
- お嬢と番犬くん（2025年3月14日） - 天馬竜也 役（ぐんぴぃ）[65]
- オレオレオブ・ザ・デッド2（2025年3月27日） - 主演・山田太郎 役（土岡）、ナカヤマ 役（ぐんぴぃ）
- 松島トモ子 サメ遊戯（2025年4月4日） - 本人役（ぐんぴぃ）[66]

### ラジオ
- マイナビ Laughter Night（TBSラジオ、2019年12月20日[67]、2021年5月14日[68]、2022年12月16日[69]）
- まっちんぐ・ぐんぴぃ（YouTubeラジオ局PILOT・RCCラジオ、2021年8月15日 - 12月20日）
- 春とヒコーキのGERA NEXT（GERA、2021年10月9日 - 2022年1月1日）
- 春とヒコーキのグピ☆グパ☆グポ（GERA、2022年3月15日 - ） - レギュラー番組。上記「GERA NEXT」からの昇格[70]。
- 佐久間宣行のオールナイトニッポン0(ZERO)（ニッポン放送、2024年4月18日）
- タイタンの学校Presents TCCサタデーキャンパス（栃木放送、2024年11月2日 - ） - 土岡のみ[71]
- 袋小路（GERA放送局、2025年7月17日 - ） - 土岡のみ（全4回）[72]

### ネット番組
- バキ童チャンネル【ぐんぴぃ】（Youtube、2020年11月3日₋）
- ABEMA Prime（ABEMA NEWS、2020年9月4日、2021年8月27日） - ぐんぴぃのみ
- Welcome to ABEMA クリスマス〜ぼっちのあなたに贈るニュース〜（ABEMA NEWS、2020年12月24日） - ぐんぴぃのみ
- カチコチTV（FANZA、2021年6月18日 - ） - ぐんぴぃのみ
- GOSSIP BOX (Youtube、2021年9月24日-2021年10月6日) - ぐんぴぃのみ
- BAZOOKA!!!（ABEMA、2022年9月17日） - ぐんぴぃのみ
- 肥満ぐんぴぃの背徳フライデー（YouTube『動画、はじめてみました（テレビ朝日公式）』、2024年7月26日 - ） - ぐんぴぃのみ
- カチコチTV（FANZA TV） - ぐんぴぃのみ
- 代官山メロン（YouTube「メロンTV」） - ぐんぴぃのみ
- トークサバイバー!ラスト・オブ・ラフ（Netflix、2024年9月3日） - ぐんぴぃのみ[73]
- デスキスゲーム（2025年9月9日配信予定、Netflix） - ぐんぴぃのみ[74]

### ライブ
- 単独ライブ 孤独を着こなすな（2021年6月17日、野方区民ホール）
- 新ネタライブ 春ヒコ部（2021年12月17日以降不定期開催、しもきたドーン）
- 単独ライブ 『春とヒコーキ「龍」』（2023年5月4日-5月7日、四谷区民ホール、西荻勤労福祉会館）

### 舞台
- ラストダンスが悲しいのはイヤッッ（2020年1月16日 - 19日、荻窪小劇場）- 篠崎 役（ぐんぴぃ）
- 花柄八景（2022年5月11日 - 23日、こまばアゴラ劇場） - プラン太 役（ぐんぴぃ）[75]
- ぐらんぶる（2024年11月13日、Mixalive TOKYO Theater Mixa） - 本人役（ぐんぴぃ）[76]

### アニメ
- 虚構電視台放送局（2023年1月14日 - 、YouTube） - 本人役（ぐんぴぃ）[77]

### ゲーム
- 逃亡恋愛ADV バキバキメモワール（2022年、iOS / Android）[78]

### 広告
- メロンブックス 第17回エロマンガ祭り - 公式アンバサダー（2024年）[79]
- 池田模範堂 デリケアエムズ（2025年7月17日 - ）[80]
- 講談社 ヤンマガWeb5周年スペシャルアンバサダー（2025年8月）[81]

### MV
- 「バキバキ童心です」（2025年7月17日、YouTube『池田模範堂チャンネル（広告配信用）』）[80]

### 雑誌
- an・an 2433号（2025年2月5日発売）[82]

## 出版・文筆

### 単行本
- 『博士の愛したDT』谷口つばさ著、ピーター上田・ぐんぴぃ監修（KADOKAWA、2025年2月）ISBN 978-4041142905

### アンソロジー収録作品
「」内が春とヒコーキメンバーの作品
- 『芸人短歌』（笠間書院、2024年12月）ISBN 978-4-305-71027-7 「集団無意味」（スタンダードヒューマンハウス〔土岡、マタンゴ 高橋鉄太郎・町ルダさんとの共詠〕）

### 雑誌・WEB掲載など
- 「特別企画「ふたりエッチ」×「春とヒコーキ」童貞思考クイズ‼」: 『ヤングアニマル』2024年7月26日号（白泉社）
- 「解説文「殺す時間を殺して」」（土岡哲朗）: 『殺す時間を殺すための時間』どくさいスイッチ企画（KADOKAWA、2024年11月）ISBN 978-4-04-115350-5